# 2014 UZ224
2014 UZ224 is een transneptunisch object van kleine omvang dat op 19 augustus 2014 ontdekt werd en op 11 oktober 2016 officieel is aangekondigd. De Internationale Astronomische Unie zal het waarschijnlijk als een dwergplaneet aanmerken, en op termijn met een andere naam komen.
Het object is ontdekt door studenten die de gegevens van de Dark Energy Camera (DECam) hebben geanalyseerd. Omdat 2014 UZ224 om de zon draait bleek het verschoven te zijn toen de studenten foto's vergeleken die op verschillende tijden zijn gemaakt. Sterrenkundigen van de Universiteit van Michigan hebben onder leiding van David Gerdes de ontdekking kunnen bevestigen.
2014 UZ224 bevindt zich in de kuipergordel, een gebied aan de rand van het zonnestelsel. Hier komen veel dwergplaneten, planetoïden en andere kleine hemellichamen voor.
Het punt waarop 2014 UZ224 het dichtst bij de zon komt, het perihelium, is ongeveer 39 AE. Dat is ongeveer even ver als Pluto. Het verste punt van de Zon, het aphelium, ligt op 181 AE. Daarmee is 2014 UZ224 het op drie na verste object binnen het zonnestelsel dat tot nu toe is waargenomen. Enkel Eris (96.2 AU) en V774104 (~103 AU) staan verder weg van de Zon.